# Boris Lagutin
Boris Nikolajevič Lagutin (rusky Борис Николаевич Лагутин; 24. června 1938 Moskva – 4. září 2022) byl sovětský boxer, dvojnásobný olympijský vítěz v lehkotěžké váze. Nastoupil k 298 zápasům a 287 z nich vyhrál.
Na Letních olympijských hrách 1960 získal bronzovou medaili, když v semifinále podlehl na body olympijskému vítězi Wilbertu McClureovi z USA. Stal se olympijským vítězem v roce 1964, když ve finále porazil Francouze Josepha Gonzalese, v roce 1968 titul obhájil po finálovém vítězství nad Kubáncem Rolandem Garbeyem. V letech 1961 a 1963 se stal amatérským mistrem Evropy. Byl mistrem Sovětského svazu v letech 1959, 1961, 1962, 1963, 1964 a 1968 a v letech 1959 a 1963 vyhrál Spartakiádu národů SSSR.
Byl členem klubů Trud a Spartak, jeho trenérem byl Vladimir Trenin. Po ukončení sportovní kariéry vystudoval biologii na Lomonosovově univerzitě a v letech 1976 až 1981 byl předsedou Sovětské boxerské federace. Získal Řád rudého praporu práce a Řád přátelství mezi národy.